# عنيق (مورد ماء)
العسلة هو مورد ماء في بلاد بلقرن في وادي عفراء في بادية عفراء.